# 賀光卍
賀光卍（1975年2月12日—），台灣環境運動人士，潛水夫症患者。2014年曾代表人民民主黨參選桃園市議員，目前為中華民國工作傷害受害人協會專員，曾協助RCA事件後續訴訟。

## 生平
1975年出生於台灣新北市。1994年二專畢業後因故導致兵役延後一年，在哥哥介紹下於此空檔參與台北市捷運板橋線CP262標地下工程。工作一週後出現骨頭痠痛、耳鳴、頭痛、身體發癢等症狀，當時正值捷運新店線CH221標地下工程因減壓不當而導致工人產生潛水夫症的抗爭，賀光卍比對症狀後發現與自身一致，經醫師診斷亦認為和捷運工程有很大的關係，於是開始兩年餘向資方的抗爭。由於求償未果，他與板橋線其他工人一同提出訴訟，最後在台北市政府勞工局局長鄭村棋主持之下獲得新台幣一百萬元的賠償。後來賀光卍察覺在抗爭期間權益遭壓迫，進而加入中華民國工作傷害受害人協會幫助其他工傷者。

## 爭議
2018年11月3日晚間，正值2018年臺中世界花卉博覽會開幕晚會，由於正隆公司贊助花博啟用廢紙製成裝置藝術館「正隆森隆活虎館」，而正隆公司的子公司山隆貨運曾發生貨車司機呂智偉過勞死一案，為了表達訴求、希望此案件被重視，賀光卍在時任台中市長林佳龍上台致詞時衝上舞台，並拉起寫著「正隆殺人、花博染紅，請林佳龍市長關閉森隆活虎館，避免為殺人犯漂白」的白布條，以示抗議。林佳龍當下雖然表示願意聆聽其訴求，賀光卍卻被警方立即帶離現場而未繼續陳述。事後台中市政府勞工局局長黃荷婷表示將進一步了解並調查該事件。

## 選舉結果

### 2014年中華民國直轄市議員及縣市議員選舉
桃園市第一選舉區（桃園區）
| 號次 | 候選人 | 性別 | 政黨       | 得票數 | 得票率 | 當選標記 |
| ---- | ------ | ---- | ---------- | ------ | ------ | -------- |
| 14   | 賀光卍 | 男   | 人民民主黨 | 290    | 0.16 % |          |